# Albert de Toerring-Stein
Albert von Toerring-Stein (né le 26 octobre 1578 à Stein an der Traun, mort le 12 avril 1649 à Ratisbonne) est le cinquante-quatrième évêque de Ratisbonne et prince-évêque de la principauté épiscopale de Ratisbonne de 1613 à sa mort.

## Biographie
Membre de la famille noble bavaroise de Törring, il est ordonné prêtre en 1610 et le 22 octobre 1613 élu pour succéder à Wolfgang von Hausen comme évêque de Ratisbonne. Un autre membre de la famille sera aussi évêque de Ratisbonne : Adam-Laurent de Toerring-Stein, son neveu, de 1663 à 1666.
La Contre-Réforme montre ses effets dans le diocèse : pour la première fois, une partie de la population revient à la foi catholique, en particulier le souverain Wolfgang-Guillaume de Neubourg se convertit et impose la foi dans le duché de Palatinat-Neubourg, même contre la résistance. Les prédicateurs réformés sont expulsés et les services protestants, y compris les services à domicile, sont interdits sous peine d'emprisonnement. Cependant, l'afflux forcé doit faire face à un nombre insuffisant de prêtres formés.
Même sous son gouvernement, il y a des différends avec les citoyens évangéliques de la ville impériale de Ratisbonne. L'évêque retarde les négociations parce qu'il est convaincu qu'il gagnera une position de négociation de plus en plus forte en vue de la recatholicisation de la région environnante. Les processions des catholiques sont boycottées par les protestants qui notamment dressent des barrages routiers, jusqu'à ce que l'empereur Ferdinand II se prononce finalement en faveur de l'évêque. En 1630, il convoque des franciscains pour mener à bien la Contre-Réforme dans la ville. Après que Jean t'Serclaes de Tilly, en tant que commandant suprême de la Ligue catholique, perd contre le roi suédois Gustave II Adolphe pendant la guerre de Trente Ans, il peut avancer dans l'arrière-pays vers la Franconie et la Souabe. En 1633, l'évêché de Ratisbonne est pris d'assaut par les troupes suédoises de Bernard de Saxe-Weimar. Albert d'abord s'enfuit dans son domaine de Pöchlarn en Basse-Autriche, puis revient et est emprisonné à Wurtzbourg. Les citoyens de Ratisbonne et le clergé doivent faire de grosses contributions. En 1634, Ratisbonne est reprise par les troupes impériales et bavaroises. Par la suite, la peste fait de nombreuses victimes dans la ville. Mais la guerre avait aussi renforcé la position des protestants dans la ville. Des nobles autrichiens, y compris des enseignants et des prêtres, cherchent refuge à Ratisbonne en exil, telles qu'Adam Gienger von Grünbüchl (de), Hans Leonhard von Windischgrätz, Hans Septimius Jörger et Érasme II de Starhemberg.
L'évêque Albert reçoit le corps du saint et martyr Justin de Naplouse en cadeau du pape Urbain VIII, qui est transféré à la cathédrale de Ratisbonne le 17 mai 1644.